# His Trysting Place
His Trysting Place és una pel·lícula muda de la Keystone escrita, dirigida i protagonitzada per Charles Chaplin a més de Mabel Normand i Mack Swain. La pel·lícula es va estrenar el 9 de novembre de 1914. Havien passat 8 mesos d’ençà que Chaplin dirigís la seva primera pel·lícula i tot i que en aquesta l’acció per l’acció típica de l’slapstick i marca de la Keystone encara és evident, Chaplin ja es pren el seu temps per introduir els personatges, configurar la situació i proporcionar algunes raons que ens permetin entendre els seus comportaments. Com a resultat en la pel·lícula hi ha una interacció més nítida entre els personatges.

## Argument
Charlot es troba amb Ambrose en un restaurant i després d’un altercat s'intercanvien accidentalment els abrics. Charlot vol comprar un biberó i Ambrose ha d’enviar una carta d’amor que porta a la butxaca de l’abric i que li ha donat la seva amiga Camomile per al seu amant. L'esposa de Charlot troba la carta i pensa que té una amant secreta. A la vegada, l'esposa d’Ambrose creu que aquest té un fill il·legítim. Charlot y Ambrose comencen a discutir amb les seves esposes en el parc. La discussió s'acaba en comprendre el malentès però al mostrar Charlot la carta del seu amic l’altra parella comença una nova discussió.

## Repartiment
- Charles Chaplin (Charlot)
- Mabel Normand (Mabel)
- Mack Swain (Ambrose)
- Phyllis Allen (esposa d’Ambrose)
- Gene Marsh (Camomile)
- Glen Cavender (policia i cuiner)
- Nick Cogley (home vell a qui Charlot pren el menjar)
- Vivian Edwards (dona fora del restaurant)
- Frank Hayes (comensal amb barret)
- Billy Gilbert (comensal)
- Peggy Page (Clarice)[4]